# Chordoperculinoides
Chordoperculinoides es un género de foraminífero bentónico normalmente considerado un subgénero de Nummulites, es decir, Nummulites (Chordoperculinoides), pero aceptado como sinónimo posterior de Ranikothalia de la familia Nummulitidae, de la superfamilia Nummulitoidea, del suborden Rotaliina y del orden Rotaliida. Su especie tipo era Operculina bermudezi. Su rango cronoestratigráfico abarcaba desde el Thanetiense (Paleoceno superior) hasta el Ypresiense (Eoceno inferior).

## Clasificación
Chordoperculinoides incluía a la siguiente especie:
- Chordoperculinoides bermudezi †, también considerado como Nummulites (Chordoperculinoides) bermudezi †, y aceptado como Ranikothalia bermudezi †